# 外滩街道 (宁波市)
外滩街道是中国浙江省宁波市江北区下辖的一个街道，辖区面积3.9平方公里，原为白沙街道、中马街道，2020年6月白沙街道、中马街道合并设立外滩街道，辖区范围为东至定英路，往南至大庆北路向西至人民路，到庆丰桥下，南、东南至甬江，西南至姚江，西北至通途路（新马路段）及清河路，北至环城北路，2020年6月29日正式成立。

## 行政区划
外滩街道下辖以下地区：
外滩社区、盐仓社区、新马社区、浮石社区、白沙社区、包家社区、湖西社区、日湖社区

## 交通
- 宁波轨道交通2号线：外滩大桥站、正大路站、倪家堰站